# Ophiolepis plateia
Ophiolepis plateia är en ormstjärneart som beskrevs av Rudolf Christian Ziesenhenne 1940. Ophiolepis plateia ingår i släktet Ophiolepis och familjen Ophiolepididae. Inga underarter finns listade i Catalogue of Life.